# Oni
För andra betydelser, se Oni (olika betydelser).

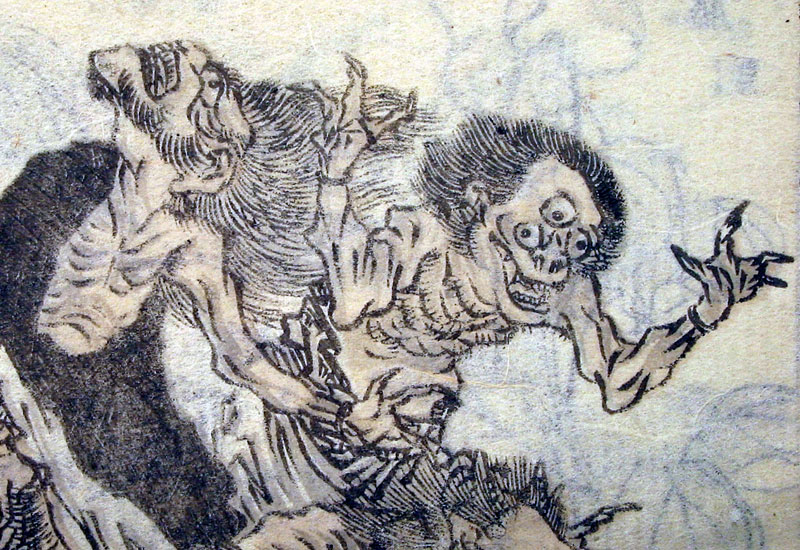
Två treögda oni. Detalj från träsnitt av Hokusai

Oni är en sorts demoner i shintoistisk japansk mytologi. De finns i olika inkarnationer, som lever i havet, bland molnen eller i berg. Oni beskrivs som hornprydda och illasinnade jättar ofta med en imponerande klubba av järn och tre ögon, som sprakar i olika färger.
De förekommer flitigt i No-spel, kabuki och sagolitteraturen såsom berättelsen om Momotarō. 
I Ida Trotzigs bok Japanska sagor (1911) finns två berättelser om oni, som håller till i berget Oeyama. Hon har kallat dem varulvar, medan andra översatt till troll.
Oni är även tacksamma motiv i bildkonst och konsthantverk. På tsuba och i småskulpturer som netsuke avbildas de gärna nesligen besegrade och infångade av demonjägaren Shōki.

## Galleri

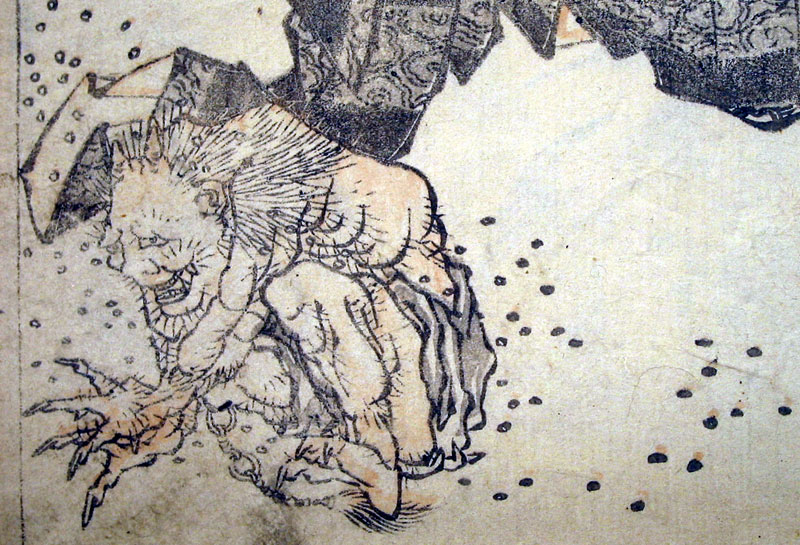
En oni skräms iväg med bönor. Träsnitt av Hokusai
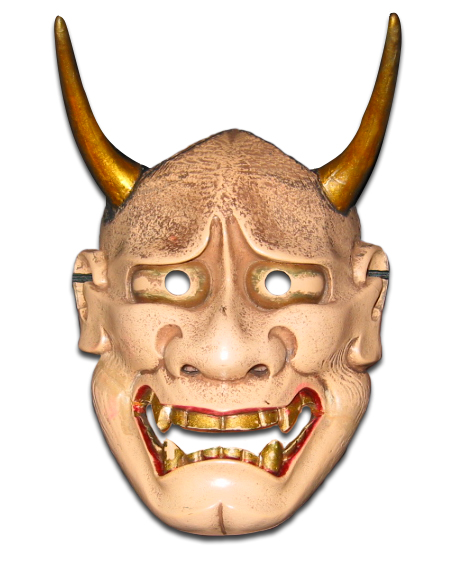
En nomask som oni
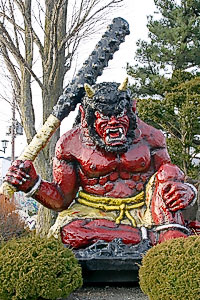
Skulpterad oni svingandes sin järnpåk
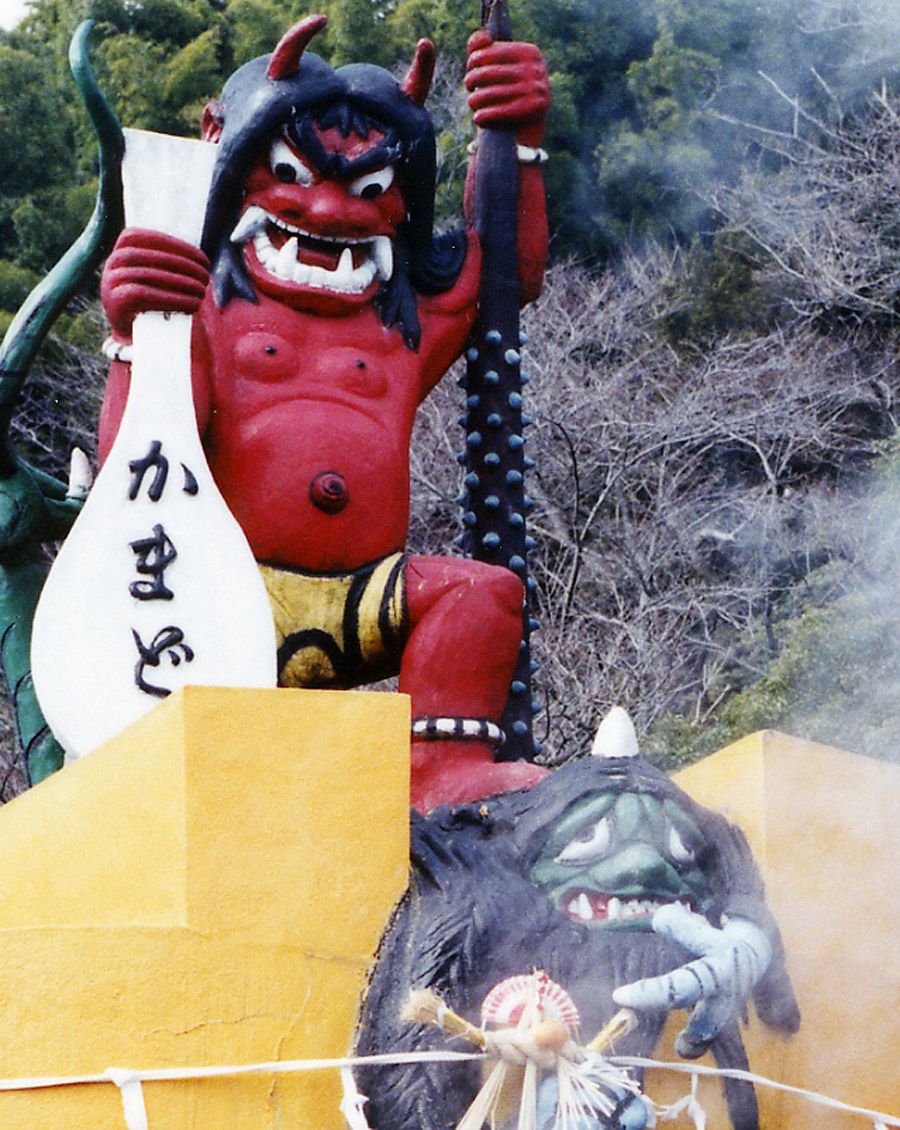
Staty av en oni i Beppu med typisk järnpåk och foten på ett olyckligt offer
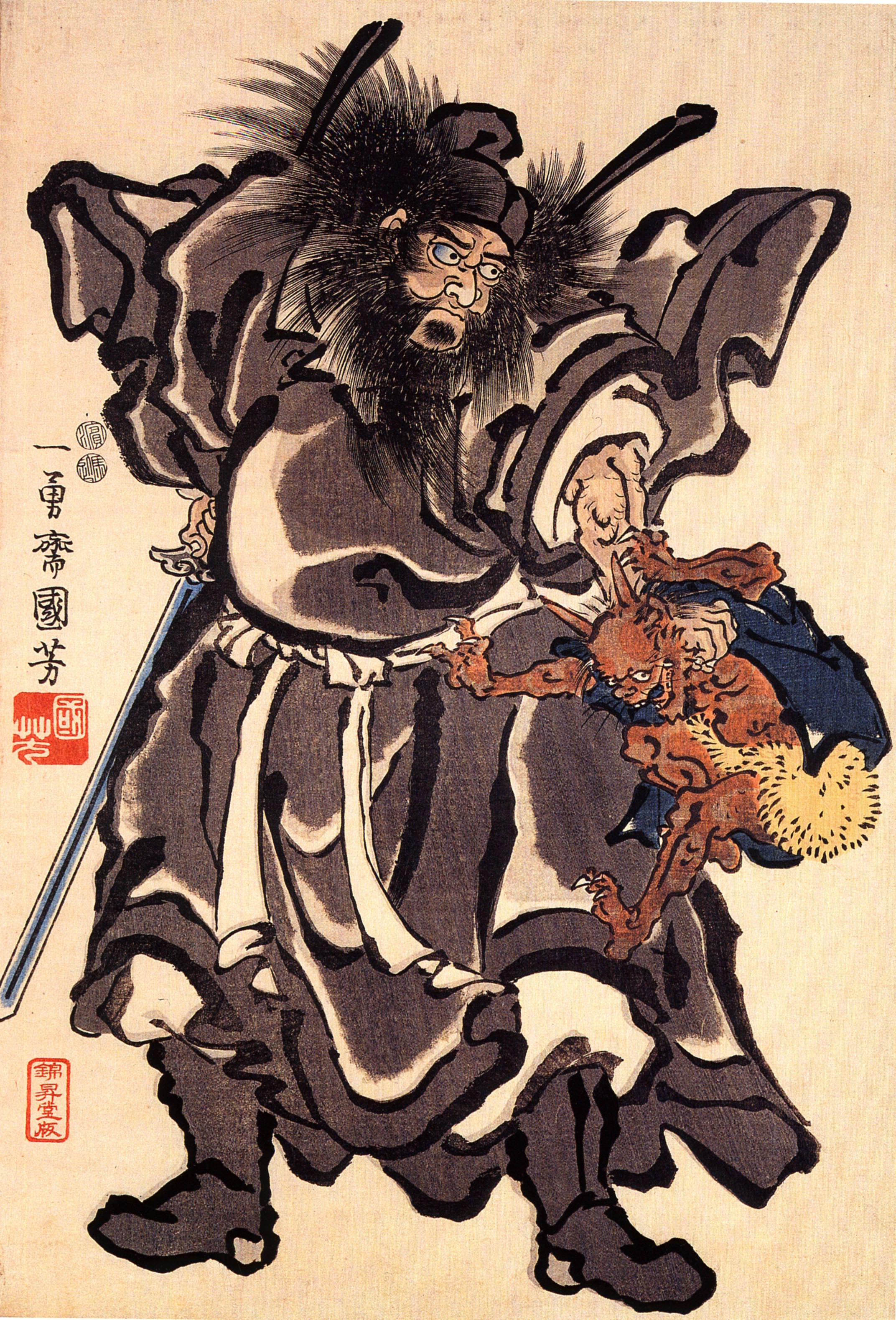
Shōki demonjägaren i aktion